# Parlamentarische Versammlung der Mittelmeeranrainer
Die Parlamentarische Versammlung der Mittelmeeranrainer (englisch Parliamentary Assembly of the Mediterranean, PAM) ist eine internationale Organisation, die 2005 von den nationalen Parlamenten der Länder der Euro-Mittelmeer-Region gegründet wurde. Sie ist der rechtliche Nachfolger der Konferenz über Sicherheit und Zusammenarbeit im Mittelmeer (CSCM), die in den frühen 1990er Jahren ins Leben gerufen wurde.

## Sitz und Büros
Ursprünglich in Malta ansässig, wurde der Hauptsitz der Organisation nach Neapel in Italien verlegt. Die PAM verfügt zudem über Büros in der Republik San Marino und hat ständige Beobachter bei den Vereinten Nationen in Genf, New York und Wien. Außerdem unterhält sie eine Verbindungsstelle in Jerusalem für den Kontakt mit der UNSCO und der UNIFIL sowie eine ständige Vertretung bei der Arabischen Liga in Kairo.

## Ziele
Das Hauptziel der PAM ist es, die politische, wirtschaftliche und soziale Zusammenarbeit unter den Mitgliedstaaten zu fördern, um gemeinsame Lösungen für die Herausforderungen der Euro-Mittelmeer-Region und des Persischen Golfs zu finden und einen Raum des Friedens und des Wohlstands für die Völker dieser Region zu schaffen. Die PAM fungiert als Kompetenzzentrum für regionale parlamentarische Diplomatie und bietet ein einzigartiges Forum, dessen Mitgliedschaft ausschließlich den Ländern der Euro-Mittelmeer-Region und des Persischen Golfs offensteht.

## Organisation
Die PAM arbeitet hauptsächlich durch drei ständige Kommissionen und trifft sich einmal jährlich in einer Plenarsitzung. Sie kann auch Arbeitsgruppen, Ad-hoc-Ausschüsse oder Sonderkommissionen einrichten, um spezifische Themen zu behandeln (zum Beispiel Terrorismusbekämpfung, Vertrauensbildung, Nahost-Friedensprozess usw.). Die Arbeit dieser Organe wird vom Internationalen Sekretariat der PAM koordiniert, das die Mitglieder bei der Erfüllung ihres Mandats unterstützt.

## Mitglieder
Die Parlamentarische Versammlung des Mittelmeers hat 31 Vollmitgliedstaaten, 2 assoziierte Mitgliedstaaten sowie mehrere internationale Partner und Beobachter.

### Vollmitglieder
- Albanien
- Algerien
- Andorra
- Bosnien und Herzegowina
- Kroatien
- Zypern
- Ägypten
- Frankreich
- Griechenland
- Israel
- Italien
- Jordanien
- Libanon
- Libyen
- Malta
- Mauretanien
- Monaco
- Montenegro
- Marokko
- Nordmazedonien
- Palästina
- Portugal
- Katar
- Rumänien
- San Marino
- Serbien
- Slowenien
- Syrien
- Tunesien
- Türkei
- Vereinigte Arabische Emirate

### Assoziierte Mitglieder
- Heiliger Stuhl
- Souveräner Malteserorden

## Beziehungen zu anderen internationalen Organisationen
Die PAM unterhält enge Beziehungen zu internationalen Organisationen wie der Europäischen Union, der Union für das Mittelmeer und mehreren Agenturen der Vereinten Nationen.